# Guyana az 1992. évi nyári olimpiai játékokon
Guyana a spanyolországi Barcelonában megrendezett 1992. évi nyári olimpiai játékok egyik részt vevő nemzete volt. Az országot az olimpián 3 sportágban 6 sportoló képviselte, akik érmet nem szereztek.

## Atlétika
Férfi
| Versenyző      | Versenyszám | Előfutam | Előfutam | Előfutam | Elődöntő | Elődöntő | Elődöntő | Döntő   | Döntő    |
| Versenyző      | Versenyszám | Idő      | Hely.    | Össz.    | Idő      | Hely.    | Össz.    | Idő     | Helyezés |
| -------------- | ----------- | -------- | -------- | -------- | -------- | -------- | -------- | ------- | -------- |
| Desmond Hector | 800 m       | 1:51,43  | 6.       | 41.      | kiesett  | kiesett  | kiesett  | kiesett | kiesett  |

| Versenyző  | Versenyszám | Selejtező | Selejtező | Döntő    | Döntő    |
| Versenyző  | Versenyszám | Eredmény  | Helyezés  | Eredmény | Helyezés |
| ---------- | ----------- | --------- | --------- | -------- | -------- |
| Mark Mason | Távolugrás  | 783 cm    | 15.       | kiesett  | kiesett  |

Női
| Versenyző      | Versenyszám | Selejtező | Selejtező | Döntő    | Döntő    |
| Versenyző      | Versenyszám | Eredmény  | Helyezés  | Eredmény | Helyezés |
| -------------- | ----------- | --------- | --------- | -------- | -------- |
| Nancy Fletcher | Magasugrás  | 179 cm    | 38.       | kiesett  | kiesett  |

## Kerékpározás

### Országúti kerékpározás
Férfi
| Versenyző       | Versenyszám   | Idő           | Helyezés      |
| --------------- | ------------- | ------------- | ------------- |
| Aubrey Richmond | Mezőnyverseny | nem ért célba | nem ért célba |

### Pálya-kerékpározás
Pontversenyek
| Versenyző       | Versenyszám       | Selejtező | Selejtező     | Selejtező     | Selejtező     | Döntő     | Döntő   | Helyezés |
| Versenyző       | Versenyszám       | Csoport   | lekörözés     | Pont          | Hely.         | lekörözés | Pont    | Helyezés |
| --------------- | ----------------- | --------- | ------------- | ------------- | ------------- | --------- | ------- | -------- |
| Aubrey Richmond | Férfi pontverseny | A         | nem ért célba | nem ért célba | nem ért célba | kiesett   | kiesett | kiesett  |

## Ökölvívás
| Versenyző    | Versenyszám  | Selejtező                  | Nyolcaddöntő           | Negyeddöntő       | Elődöntő          | Döntő             | Helyezés |
| Versenyző    | Versenyszám  | Ellenfél Eredmény          | Ellenfél Eredmény      | Ellenfél Eredmény | Ellenfél Eredmény | Ellenfél Eredmény | Helyezés |
| ------------ | ------------ | -------------------------- | ---------------------- | ----------------- | ----------------- | ----------------- | -------- |
| Dillon Carew | Kisváltósúly | Rafael Romero (DOM) · 19-4 | Mark Leduc (CAN) · 0-5 | kiesett           | kiesett           | kiesett           | 9.       |
| Andrew Lewis | Váltósúly    | Andreas Otto (GER) · 7-8   | kiesett                | kiesett           | kiesett           | kiesett           | 17.      |